# かわもりみさき
かわもりみさきは日本の漫画家。成人向け漫画を描いている。

## 作品の特徴
デビュー当時は、ソフトSM的な作品が多かったが、近年はハーレムもの、人妻熟女モノを描いた作品が多い。コミカルな作風を持ち味としており、明るい作品多め。メイン女性キャラは巨乳を通り越した爆乳で、SEXにおおらかというよりも痴女と言っていい女性がほとんど。フィニッシュはアヘ顔を晒して昇天する。

## 主な作品
- HEAT UP（松文館、別冊エースファイブコミックス、成年コミック指定、単巻）
- プラトニックじゃない!（フランス書院、フランス書院コミック文庫、指定マークなし、単巻）
- ナイトシスターズ（一水社、いずみコミックス、成年コミック指定、単巻）
- キミは半熟タマゴ（日本出版社、アップル・コミックス、成年コミック指定、単巻）
- 秘密の放課後（茜新社、にんじんコミックス、成年コミック指定、単巻）
- 檻の中の秘愛（東京三世社、ル・コミックス、成年コミック指定、単巻）
- わがままブーケ（少年画報社、YCコミックス、指定マークなし、単巻）
- Hにキスして!（少年画報社、YCコミックス、指定マークなし、全6巻）
- お姉さまにお願いっ!（辰巳出版『COMICバズーカ』連載、メディアックス、MDコミックス刊、指定マークなし、全6巻）
- 彼女の気持ち（双葉社、アクションコミックス、指定マークなし、単巻）
- 天使のリップ（双葉社、アクションコミックス、指定マークなし、単巻）
- OL診療所（少年画報社『ヤングコミック』増刊連載、YCコミックス、指定マークなし、単巻）
- ピカ・ピカ（少年画報社、YCコミックス、指定マークなし、全3巻）
- サクラサク（双葉社、アクションコミックス、指定マークなし、単巻）
- 「極楽レディース」シリーズ（辰巳出版『COMICバズーカ』2005年11月号から2012年6月号まで連載、全9巻）
  1. 極楽レディース 禁断編（2006年、辰巳出版、ネオコミックス、指定マークなし、B6判）
  2. 極楽レディース 誘惑編（2007年、辰巳出版、ネオコミックス、指定マークなし、B6判）
  3. 極楽レディース 羞恥編（2008年、辰巳出版、ネオコミックス、指定マークなし、B6判）
  4. 極楽レディース 背徳編（2009年、辰巳出版、ネオコミックス、指定マークなし、B6判）
  5. 極楽レディース 艶熟編（2010年、辰巳出版、ネオコミックス、指定マークなし、B6判）
  6. 極楽レディース 恍惚編（2010年、辰巳出版、ネオコミックス、指定マークなし、B6判）
  7. 極楽レディース 濃密編（2011年、辰巳出版、ネオコミックス、指定マークなし、B6判）
  8. 極楽レディース 姦淫編（2011年、富士美出版、富士美コミックス、成年コミック指定、A5判）
  9. 極楽レディース 完結編（2012年、富士美出版、富士美コミックス、成年コミック指定、A5判）

  - 極楽レディース（廉価版）（2011年、辰巳出版、ネオコミックスDX、指定マークなし、B5判）※「禁断編」「誘惑編」の再編集版。
- 何にも知らない（双葉社、アクションコミックス、指定マークなし、単巻）
- あなたのOL（双葉社、アクションコミックス、指定マークなし、全5巻）
- ひめか先生の言う通り!（双葉社『アクションピザッツDX』連載、エンジェル出版・エンジェルコミックス刊、指定マークなし、全2巻）
- 爆乳家政婦アヤメさん（辰巳出版→富士美出版『COMICバズーカ』・富士美出版『COMICペンギンクラブ山賊版』連載、富士美コミックス、成年コミック指定、単巻）
- ラブクロス（双葉社『アクションピザッツDX』連載、エンジェル出版・エンジェルコミックス刊、第1巻成年指定マークなし・第2巻成年コミック指定、全2巻）
- 孕ませ！人妻調教師（リイド社『MEN'S GOLD』連載、SPコミックス刊、成年コミック指定、A5判単巻）
- 学淫ラヴァーズ（富士美出版『WEBバズーカ』連載、リイド社・SPコミックス刊、成年コミック指定、A5判単巻）
- 奥さんと彼女と♡（双葉社『アクションピザッツDX』、2014年11月号から2016年6月号まで連載、全2巻）
  1. 奥さんと彼女と♡（2015年、エンジェル出版・エンジェルコミックス、成年コミック指定、A5判）
  2. 淫乳主婦の不貞願望 奥さんと彼女と♡2（2016年、エンジェル出版・エンジェルコミックス、成年コミック指定、A5判）
- 孕ませ女村（富士美出版『WEBバズーカ』連載）・単行本未刊
- めぐみさんは息子の彼女（双葉社『アクションピザッツDX』、2017年8月号から2018年3月号まで連載、全2巻）
  1. めぐみさんは息子の彼女（2017年エンジェル出版・エンジェルコミックス、成年コミック指定、A5判）
  2. 熟れ妻遊戯 めぐみさんは息子の彼女2（2018年エンジェル出版・エンジェルコミックス、成年コミック指定、A5判）
- 淫欲姫君と催眠王子（双葉社『アクションピザッツDX』連載、2019年エンジェル出版・エンジェルコミックス、成年コミック指定、A5判単巻）
- 天然♡とろける発情妻（2019年 リイド社『MEN'S GOLD』連載、SPコミックス刊、成年コミック指定、A5判単巻）
- 快感人妻学園（双葉社『アクションピザッツDX』2019年3月号から『アクションピザッツ』2020年12月号まで連載、全2巻）
  1. 快感人妻学園（2020年8月17日発売 エンジェル出版・エンジェルコミックス、成年コミック指定、A5判）
  2. 絶頂！人妻性活 快感人妻学園2（2020年12月17日発売 エンジェル出版・エンジェルコミックス、成年コミック指定、A5判）
- ハメ汁生搾り！肉欲奥さん（2021年5月19日発売 リイド社『MEN'S GOLD』連載、SPコミックス刊、成年コミック指定、A5判単巻）
- Ｈな町の熊谷さん（双葉社『アクションピザッツ』連載、2022年エンジェル出版・エンジェルコミックス、成年コミック指定、A5判単巻）
- 発情メイドとご主人様（双葉社『アクションピザッツ』連載、2022年エンジェル出版・エンジェルコミックス、成年コミック指定、A5判単巻）
- 絶倫奥様 肉堕ちライフ（2023年4月24日発売 リイド社『MEN'S GOLD』連載、SPコミックス刊、成年コミック指定、A5判単巻）
- 柔肌母娘とＨな時間（双葉社『アクションピザッツ』連載、2023年9月14日発売エンジェル出版・エンジェルコミックス、成年コミック指定、A5判単巻）
- 今夜の水島さん（双葉社『アクションピザッツ』連載、2024年8月17日発売エンジェル出版・エンジェルコミックス、成年コミック指定、A5判単巻）
- 巨乳奥さん不貞注意報（2025年1月29日発売 リイド社『Men'S GOLD』連載、SPコミックス刊、成年コミック指定、A5判単巻）